# Coleogyne ramosissima

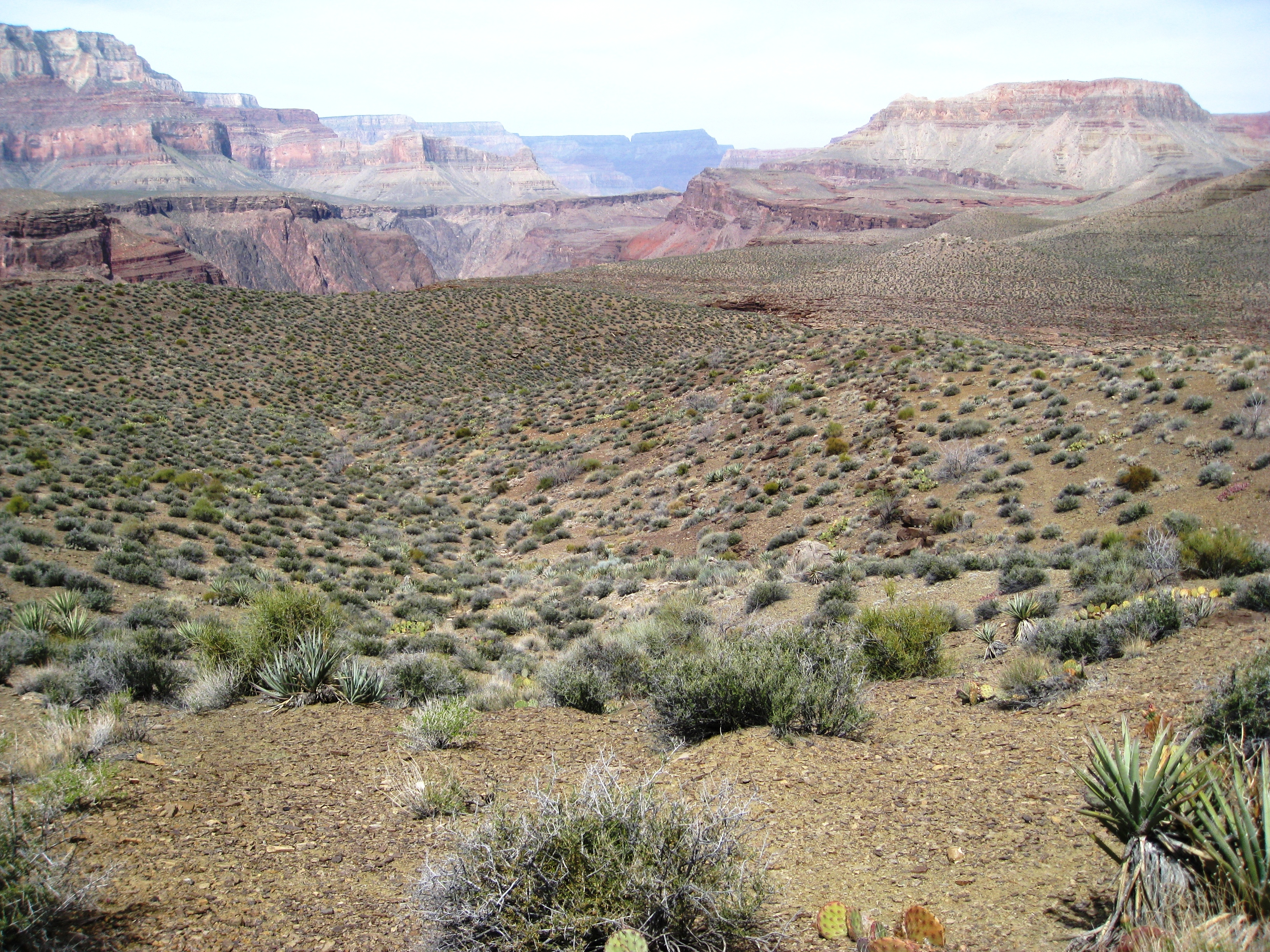
Krajobraz z panującym Coleogyne ramosissima

Coleogyne ramosissima – gatunek z monotypowego rodzaju roślin Coleogyne Torrey, 1851 z rodziny różowatych. Występuje w południowo-zachodniej części USA, gdzie rośnie w stanach: Arizona, Kalifornia, Kolorado, Nevada i w południowym Utah. Roślina rośnie na terenach suchych i skalistych, dominując na rozległych obszarach i stanowiąc w takich warunkach istotne źródło pożywienia dla mulaków, owiec i kóz, w mniejszym stopniu dla bydła.

## Morfologia
PokrójKrzewy osiągające zwykle 0,2–0,6, rzadziej do 1 m wysokości. Pędy szorstkie, pokryte przylegającymi włoskami wyrastającymi ze skórki w połowie ich długości. Pędy liczne, prosto wznoszące się, silnie rozgałęzione, z długopędami o węzłach oddalonych o 1–2 cm i z krótkopędami osiągającymi 7 mm długości i 1 mm średnicy. Krzewy nie są cierniste, ale podobnie do cierni działają liczne, martwe pędy.
LiścieTrwałe, ale opadają podczas suszy. Naprzeciwległe i gęsto skupione na krótkopędach. Przylistki całobrzegie, trójkątnie lancetowate. Ogonek liściowy bardzo krótki, nasada blaszki obejmuje pęd. Blaszka liściowa podługowato łopatkowata, długości 6 do 12 mm i szerokości do 1,5 mm, skórzasta, gruba, zwłaszcza wzdłuż krawędzi, całobrzega, ostro zakończona.
KwiatyRozwijają się pojedynczo na szczytach krótko- i długopędów, osadzone są na krótkich szypułkach i wsparte drobnymi przysadkami. Osiągają 11–14 mm średnicy. Kieliszka brak. Hypancjum dzwonkowate, o średnicy do 2 mm. Działki kielicha w liczbie 4, rzadko 5, częściowo rozpościerające się, jajowate, od wewnątrz żółto zabarwione. Płatków korony zwykle brak, rzadko rozwija się jeden lub kilka, przejrzystych, żółtawych i szybko odpadających. Pręcików jest zazwyczaj od 20 do 25 i są one podobnej długości jak działki. Pierścień miodnikowy u ich nasady jest wyciągnięty w rurkę otaczającą słupkowie. Zarówno pręciki, jak i rurka otaczająca słupkowie zabarwione są na żółto. W centrum kwiatu znajduje się zwykle pojedyncza zalążnia, rzadko dwie, tworzona przez pojedynczy owocolistek z pojedynczym zalążkiem. Szyjka słupka osadzona jest na zalążni bocznie.
OwocePojedyncze, rzadko podwójne, niełupki osiągające ok. 5,5 mm długości, brązowe i nagie, osadzone w trwałym hypancjum i otoczone trwałymi działkami kielicha.

## Biologia i ekologia
Roślina kseromorficzna zasiedlająca skrajnie suche siedliska w obrębie Wielkiej Kotliny i pustyni Mojave. Rośnie do 1800 m n.p.m., rzadko do 2400 m n.p.m. W wielu miejscach rośnie jako dominant na płytkich glebach powstających na skałach caliche, podczas gdy w miejscach o głębszej glebie udział tego gatunku ogranicza konkurencja innych krzewów i traw. Często obecny jest w zbiorowiskach jałowców i sosen oraz na terenach porośniętych przez jukkę krótkolistną (tzw. drzewo Jozuego). Rośliny tego gatunku są bardzo długowieczne, kwitną w kwietniu i maju, a owoce dojrzewają od czerwca do października.
Zarośla tego gatunku nie regenerują się po pożarach.

## Systematyka
Gatunek z monotypowego rodzaju należący do plemienia Kerrieae Focke w obrębie podrodziny Amygdaloideae Arnott w rodzinie różowatych Rosaceae.